# Lord Arthur Savile's Crime and Other Stories

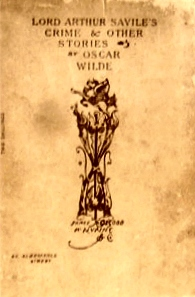
Omslag van de eerste editie

Lord Arthur Savile's Crime and Other Stories is een verzameling korte verhalen van de uit Ierland afkomstige maar vooral in Engeland werkzame dichter, proza- en toneelschrijver Oscar Wilde. De verhalen zijn half-mysterieus, half-komisch en bevatten soms verrassende plotwendingen.
De bundel kwam uit in 1891 en bevatte in eerste instantie vier verhalen:
- Lord Arthur Savile's Crime
- The Canterville Ghost
- The Sphinx Without a Secret
- The Model Millionaire

In latere uitgaven werd hier het verhaal The Portrait of Mr. W.H. aan toegevoegd.
De vier genoemde verhalen werden al eerder gepubliceerd in 1887 in bladen als 'The Court and Society Review' en 'The World'.